# آلما (تگزاس)
الما، تگزاس (به انگلیسی: Alma, Texas) یک منطقهٔ مسکونی در ایالات متحده آمریکا است که در تگزاس واقع شده‌است.

## خصوصیات
الما ۱۳٫۰ کیلومترمربع مساحت و ۳۰۲ نفر جمعیت دارد و ۱۴۳ متر بالاتر از سطح دریا واقع شده‌است.